# Выдрин (посёлок)
Выдрин — посёлок в Большесолдатском районе Курской области. Входит в Любостанский сельсовет.

## География
Посёлок находится на берегу реки Суджа, в 60 километрах к юго-западу от Курска, в 10 км к востоку от районного центра — села Большое Солдатское, в 7 км от центра сельсовета — села Любостань.

### Климат
В посёлке Выдрин умеренный (влажный) континентальный климат без сухого сезона с тёплым  летом (Dfb в классификации Кёппена).
| Показатель                                                                  | Янв. | Фев. | Март | Апр. | Май  | Июнь | Июль | Авг. | Сен. | Окт. | Нояб. | Дек. | Год  |
| --------------------------------------------------------------------------- | ---- | ---- | ---- | ---- | ---- | ---- | ---- | ---- | ---- | ---- | ----- | ---- | ---- |
| Средний суточный максимум, °C                                               | −3,8 | −2,7 | 3,3  | 13,2 | 19,5 | 22,8 | 25,3 | 24,7 | 18,3 | 10,7 | 3,7   | −0,9 | 11,2 |
| Средняя температура, °C                                                     | −5,9 | −5,3 | −0,4 | 8,4  | 14,8 | 18,4 | 20,9 | 20,1 | 14,1 | 7,4  | 1,4   | −2,9 | 7,6  |
| Средний суточный минимум, °C                                                | −8,3 | −8,4 | −4,5 | 2,9  | 9,2  | 13,1 | 15,8 | 14,9 | 9,8  | 4    | −0,9  | −5,1 | 3,5  |
| Норма осадков, мм                                                           | 51   | 44   | 49   | 50   | 63   | 68   | 73   | 54   | 56   | 56   | 47    | 50   | 661  |
| Источник: Погода по месяцам c ru.climate-data.org(дата обращения: Май 2021) |      |      |      |      |      |      |      |      |      |      |       |      |      |

## Население
| 2002 | 2010 |
| ---- | ---- |
| 6    | ↘1   |

## Транспорт
Выдрин находится в 8 км oт автодороги регионального значения 38К-004 (Дьяконово — Суджа — граница с Украиной), в 3 км oт автодороги межмуниципального значения 38Н-091 (38К-004 — Любостань — Леоновка), в 24 км от ближайшей ж/д станции Сосновый Бор (линия Льгов I — Подкосылев).